# Gerda Bormann

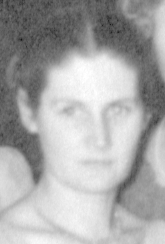
Gerda Bormann (1938)

Gerda Bormann (* 23. Oktober 1909 in Konstanz als Gerda Buch; † 23. März 1946 in Meran, Italien) war die Ehefrau des NSDAP-Politikers Martin Bormann, des Privatsekretärs von Adolf Hitler, und Initiatorin der Volksnotehe.

## Leben
Gerda Buch wurde als ältestes von vier Kindern des Juristen und Offiziers Walter Buch und seiner Frau Else geboren. Nach dem Ende des Ersten Weltkriegs suchte ihr Vater Kontakt zu den Nationalsozialisten und wurde 1927 oberster Parteirichter der NSDAP. Ihre Eltern erzogen die Kinder im Geist der nationalsozialistischen Ideologie und des Antisemitismus.

### Ehe mit Martin Bormann
Kurz nach dem Abschluss ihrer Ausbildung zur Kindergärtnerin (1927) wurde Walter Buch Vorsitzender des Obersten Parteigerichts der NSDAP (USchlA), einer internen Einrichtung der NSDAP, womit er in die oberste Führungsriege der Partei aufstieg. Knapp ein Jahr später lernte die 19-jährige Gerda Buch den Nationalsozialisten Martin Bormann kennen. Im April 1929 trat auch sie der NSDAP bei (Mitgliedsnummer 120.112). Am 2. September 1929 heirateten die beiden, wobei Adolf Hitler und Rudolf Heß als Trauzeugen fungierten. Da Bormann vorbestraft war, stimmte ihr Vater der Heirat nur widerwillig zu (da die Volljährigkeit damals erst mit 21 Jahren eintrat, brauchte sie seine Zustimmung).

### Kinder
Gerda und Martin Bormann hatten zehn Kinder:
- Adolf Martin Bormann (* 14. April 1930, † 11. März 2013; genannt „Krönzi“, benannt nach seinem Paten Adolf Hitler)
- Ilse Bormann (* 9. Juli 1931–1958; die Zwillingsschwester Ehrengard starb kurz nach der Geburt. Da Ilse nach ihrer Taufpatin Ilse Heß benannt wurde, änderte man ihren Namen nach Rudolf Heß’ Flug nach Großbritannien 1941 in „Eike“)
- Irmgard Bormann (* 25. Juli 1933, † 2. Juli 2023 in Meran; verheiratet Klotz)
- Rudolf Gerhard Bormann (* 31. August 1934; benannt nach Rudolf Heß, 1941 umbenannt in „Helmut“)
- Heinrich Hugo Bormann (* 13. Juni 1936; genannt „Heiner“, benannt nach seinem Paten Heinrich Himmler)
- Eva Ute Bormann (* 4. Mai 1938)
- Gerda Bormann (* 4. August 1940)
- Fritz Hartmut Bormann (* 3. April 1942)
- Volker Bormann (18. September 1943–1946)

### Politische Ansichten
Gerda Bormann teilte die politischen Ansichten ihres Ehemannes und unterstützte ihn. Auf sie geht die Idee der „Volksnotehe“ zurück, mit der die zunehmenden Kriegsverluste des deutschen Volkes ausgeglichen werden sollten. Gerda Bormann vertrat die Überzeugung, dass nur eine radikal neue Gesellschaftsordnung dem Nationalsozialismus helfen könne. So suchte sie nach Möglichkeiten zur Abschaffung der Monogamie und zur Einführung der „Volksnotehe“. Im Februar 1944 plädierte sie im Interesse des Staates für die Schaffung mehrerer paralleler Eheverhältnisse. Jedes männliche, würdige Mitglied der Gesellschaft solle den rechtlichen Anspruch auf mehrere Ehen haben. Die Nebenfrauen würden unter denselben Bedingungen leben wie die „Erstfrau“ und der Mann würde sie 14-täglich besuchen. Gleichzeitig plädierte sie für die Gleichsetzung unehelicher Kinder und wollte das Wort „Ehebruch“ aus dem deutschen Sprachgebrauch verbannen. Die bereits 1943 diskutierten Gesetzesentwürfe sahen unter anderem vor, dass jede deutsche Frau verpflichtet werden sollte, mit einem Mann vier Kinder zu zeugen, während dieser nach dem Erreichen dieser Zahl wieder für eine weitere Frau zur Verfügung hätte stehen müssen.
Außerdem war Gerda Bormann eine überzeugte Antisemitin. Die auf ihre Erziehung zurückgehende Haltung wurde durch ihren radikalen Ehemann und eine ebensolche Umgebung noch verstärkt. In den Briefen an ihren Mann legte sie ihre sonstige Zurückhaltung ab und beschimpfte ausdauernd das „internationale Judentum“.

### Nach dem Krieg
Kurz vor dem Zusammenbruch des Dritten Reichs floh Gerda Bormann nach Südtirol, während ihr Mann in Berlin im Führerbunker blieb. Nach einigen Wochen wurde sie ins Militärlazarett gebracht (die Kinder blieben in ihrem Haus zurück), wo man Gebärmutterkrebs diagnostizierte. Am 23. März 1946 starb Gerda Bormann an den Folgen einer Quecksilbervergiftung, die sie sich durch die Chemotherapie zugezogen hatte. Ihre Kinder überließ sie dem Geistlichen Theodor Schmitz, welcher die Bormann-Kinder später adoptierte.